# Stroboskop

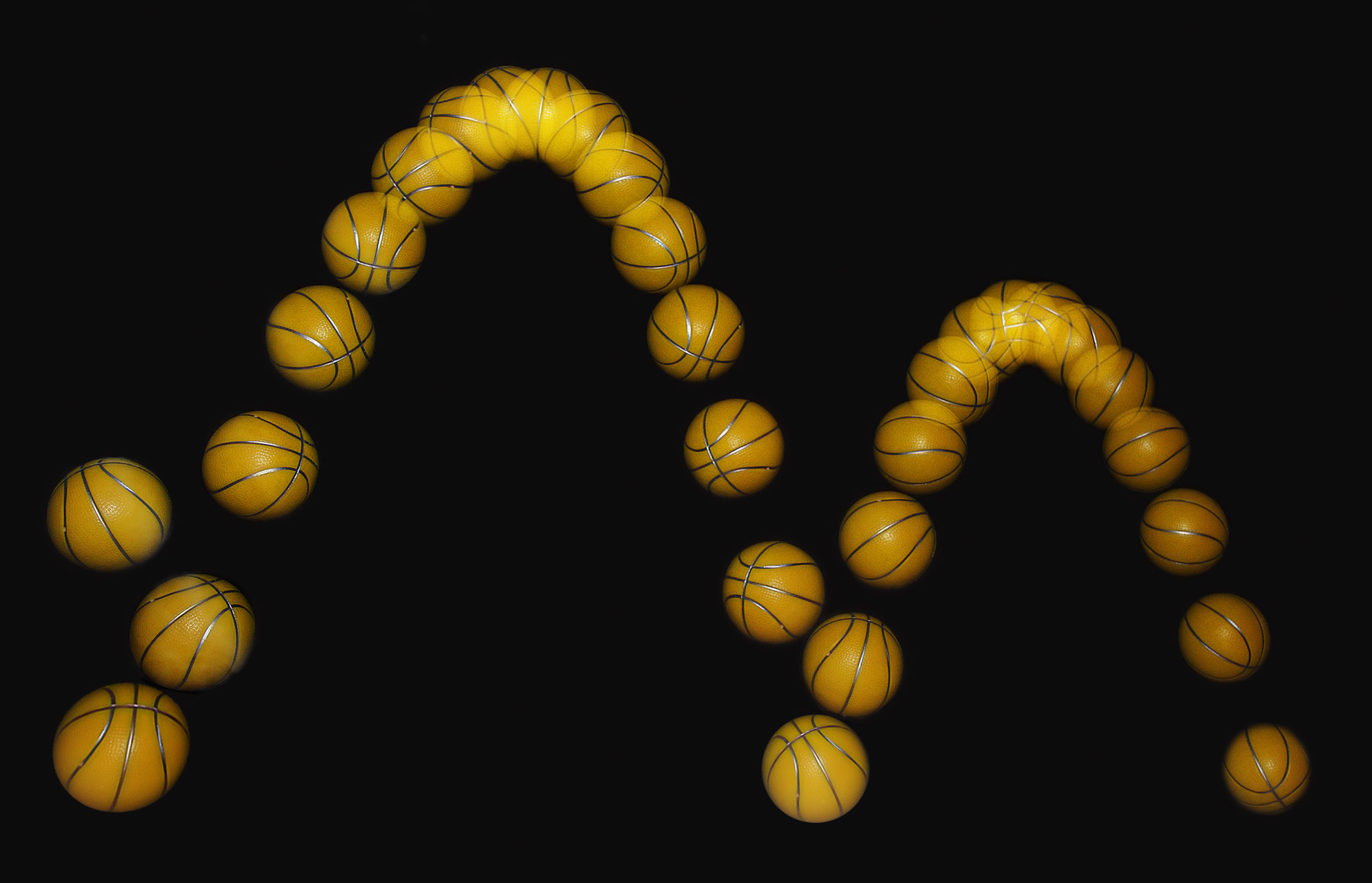
Ein hüpfender Basketball unter Stroboskoplicht betrachtet.

Ein Stroboskop (altgriechisch στρόβιλος stróbilos, deutsch ‚Wirbel‘ und σκοπεῖν skopeĩn ‚betrachten, beobachten‘) ist ein Blitzgerät, das Lichtblitze in sehr regelmäßigen zeitlichen Abständen abgibt, wodurch bei dunkler Umgebung Bewegungen abgehackt als eine Abfolge von stehenden Bildern erscheinen.
Mit einer Stroboskopscheibe (sich drehende Kreissektorblende, siehe auch Chopperscheibe) kann ein ähnlicher Effekt erreicht werden, wenn sie die Lichtquelle oder das zu betrachtende Objekt verdeckt.

## Grundlagen
Das Stroboskop ist auf die Entdeckung des stroboskopischen Effekts zurückzuführen. Dieser Effekt verursacht eine optische Täuschung für den Menschen, der gemeinhin auf die Nachbildwirkung auf der menschlichen Netzhaut zurückgeführt wird. 
Ursprünglich war das Stroboskop ein 1832 von Simon Ritter von Stampfer erfundenes Gerät, das sich des stroboskopischen Effektes zur Animation von Bildern bediente. Er selbst bezeichnete es unter anderem als „stroboskopische Scheiben“, womit er letztlich den Begriff „Stroboskop“ in der Wissenschaft etablieren konnte. Der breiten Masse war das Gerät jedoch als „Zauberscheiben“ oder „Lebensrad“ bekannt. Es beruht auf der synchronisierten Momentanbetrachtung einer sich kontinuierlich bewegenden Bildfolge.
Die gleichen Begriffe für das (Blitzlicht-)Stroboskop, jene Zauberscheiben oder auch die in der optischen Messtechnik verwendeten Stroboskopscheiben (Chopperscheiben, sich drehende Kreissektorscheiben) sind dadurch begründet, dass es unerheblich für die Wahrnehmung ist, wie die Herauslösung eines Momentanbildes aus einer kontinuierlichen Bewegung erfolgt:
- durch einen Beleuchtungs-Impuls eines ansonsten unbeleuchteten Objektes
- durch das kurzzeitige Freigeben der Betrachtung (periodisch öffnende Blende) eines dauernd beleuchteten Objektes

Stroboskope und Stroboskopscheiben werden synchronisiert mit dem (periodischen) Vorgang oder auch nicht synchronisiert / bei nicht periodischen Vorgängen eingesetzt.
Die Synchronisierung mit periodischen Abläufen erlaubt die Analyse mit hoher Zeitauflösung sowie die Bestimmung einer Phasenverschiebung.
Die nicht synchrone Anwendung dient der Ausblendung von Störsignalen (Chopperscheiben), der Drehzahl- oder der Geschwindigkeitsmessung.

## Anwendungen
- Als Lichteffekt wird das Stroboskop in der Veranstaltungsbeleuchtung eingesetzt, häufig in Diskotheken oder bei Konzerten, aber auch auf privaten Partys.
- Bei Fahrzeugen von Behörden und Organisationen mit Sicherheitsaufgaben (BOS) wie Feuerwehr, THW oder Rettungsdienst werden Stroboskop-Blitzer als Blaulicht eingesetzt.
- Einsatz als Warnlichter vor besonderer Gefahr – meist in orangegelb – an Straßenfahrzeugen, Kränen, Straßenbaustellen, automatischen Toren, aktivierten Strahlungsquellen (etwa CT).
- Einsatz als Warnlichter – meist weiß – mit der Funktion der Ortsanzeige, auf verankerten Bojen, Pollern oder an Küste oder Ufer von Meer, See oder Fluss für die Schifffahrt, auf einer Mastspitze am Hafen zur Sturmwarnung, am Boot/Schiff, sowie als aufschwimmendes Handgerät zur Markierung oder als (Not-)Signal beim Tauchen und Wassersport.
- An Flugzeugtragflächen (englisch strobe), zur Kenntlichmachung in der Nacht für die Umgebung (Anti-Kollisionslicht).
- Befeuerung von Flughafenlandebahnen, die durch eine verkettete Blitzabfolge die Landerichtung per Wischeffekt anzeigt.
- In der Hochgeschwindigkeitsfotografie /-film wird Stroboskoplicht eingesetzt, um die Bewegungsunschärfe, etwa bei Aufnahmen für Zeitlupe oder Bildersequenzen, zu entfernen.
- Medizin: Während eines EEG kann das Gehirn stimuliert werden, indem der Patient Lichtblitzen von 0,5 bis 30 Hz ausgesetzt wird. In der Phoniatrie und Hals-, Nasen- und Ohrenheilkunde nutzt man den Effekt der Stroboskopie, um die Schwingung der Stimmlippen ins Langsame aufzulösen und so Erkrankungen der Stimme zu diagnostizieren (Laryngostroboskopie).
- Industrie: Das Stroboskop wird genutzt, um Drehzahlen von rotierenden Maschinen zu ermitteln oder Fehler an Maschinen oder Baugruppen sichtbar zu machen (siehe Vibrationsprüfung).
- Bei Ottomotoren wird mit Hilfe eines von der Zündung gesteuerten Stroboskops der Zündzeitpunkt (ein Winkel) ermittelt.
- In der Optosensorik wird das Stroboskop als Photodetektor dazu verwendet, die Störanfälligkeit zu testen.
- Bei der Geschwindigkeitsmessung an Schallplattenspielern wird mit der Netzfrequenz 50 oder 60 Hz verglichen.
- Die Geschwindigkeit eines Fernschreibers wird nach diesem Prinzip eingestellt.[1]

## Funktion

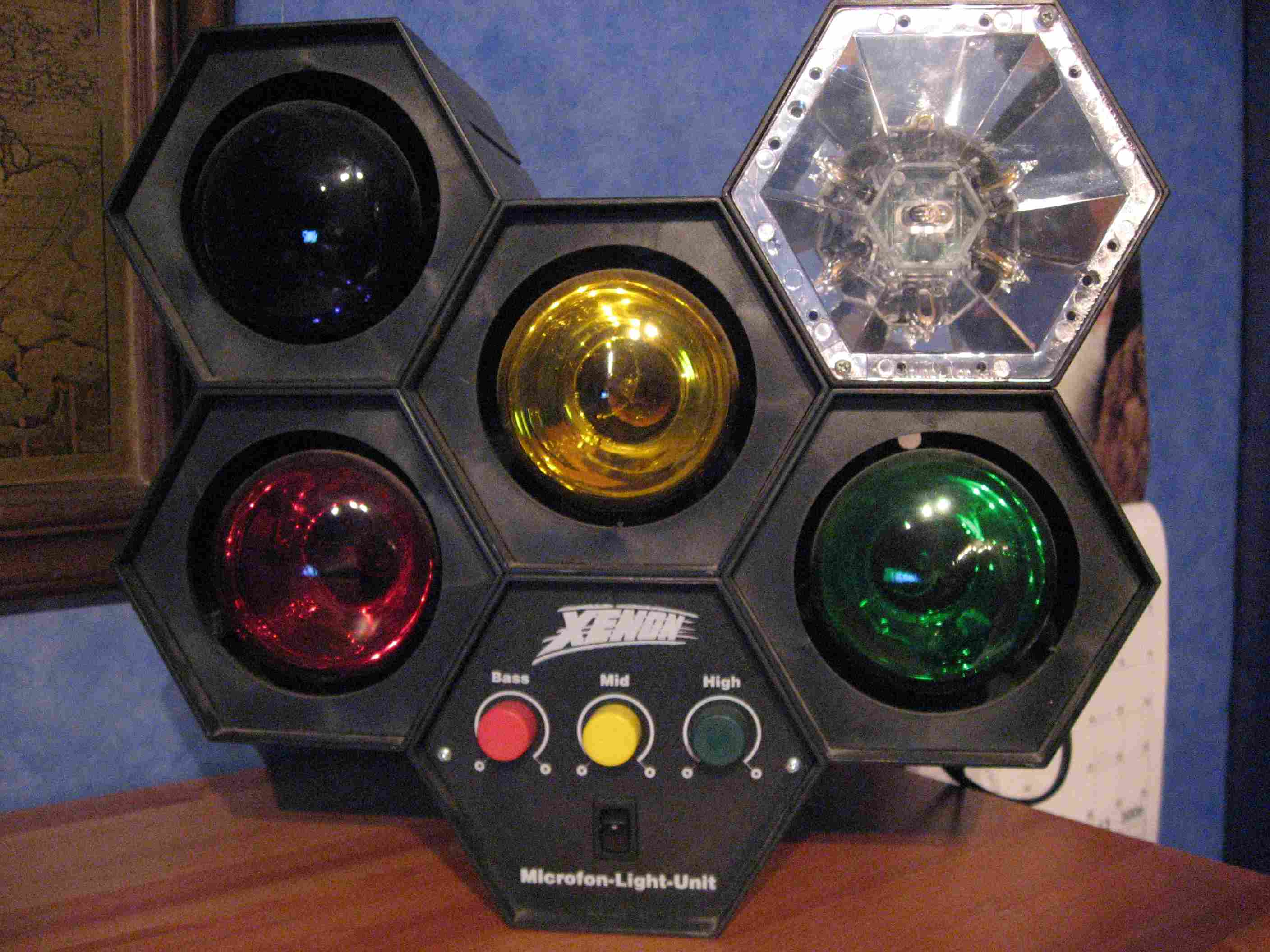
Lichtorgel mit Stroboskop-Blitzlicht

Das Blitzlicht-Stroboskop gibt Lichtblitze in sehr regelmäßigen zeitlichen Abständen ab. Ist die Umgebung dunkel genug, wird sich das Auge auf die durch das Stroboskop erzeugte Helligkeit einstellen und daher nur Bilder sehen, wenn ein solcher Blitz die Szenerie beleuchtet. Es entstehen abgehackt erscheinende Bewegungen, die aus einer Abfolge von Bildern bestehen. Bei einer auf eine periodische Bewegung des Objektes synchronisierten Blitzfolge entsteht ein stehendes Bild – die Einzelbilder sind übereinander.
Weicht die Frequenz der Blitzfolge von derjenigen des beobachteten periodischen Vorganges (Drehung oder Schwingung) um eine geringe Differenz ab, kann man den Vorgang, verlangsamt auf diese Differenzfrequenz, in allen seinen Phasen beobachten.
Beim Einsatz des Stroboskops zur Messung der Geschwindigkeit muss am zu beobachtenden Gegenstand eventuell eine Marke oder ein regelmäßiges Muster angebracht werden. Bewegt sich jenes in der Zeit zwischen zwei Blitzen um genau eine Rasterweite oder ein ganzzahliges Vielfaches davon weiter, so ist im Licht stets das gleiche Muster zu beobachten, das dann stillzustehen scheint. Sind sowohl das Blitzintervall als auch die Rasterweite bekannt, so kann die Geschwindigkeit aus den pro Intervall vorbeiziehenden Rasterpunkten oder -linien errechnet werden. Hier und auch bei der darauf beruhenden Drehzahlmessung sind Mehrdeutigkeiten möglich. Diese lassen sich weitgehend erkennen und beseitigen, indem eine auf Primzahlverhältnissen beruhende Abfolge zweifarbiger Lichtblitze verwendet wird.
Bei der Abstandsbestimmung einer Marke/eines Objektes bei Mehrfachabbildung (siehe Bild des Balles oben) ist dagegen keine Mehrdeutigkeit möglich und die Geschwindigkeit kann direkt aus der bekannten Stroboskopfrequenz und dem realen geometrischen Abstand der Einzelbilder errechnet werden.
Gewöhnliche Blitzlichtstroboskope erzeugen Blitzdauern in der Größenordnung unterhalb einer Millisekunde. Spezielle Geräte können Lichtimpulse bis herab zu wenigen 10 Nanosekunden erzeugen. Zu Unterhaltungszwecken verwendete Stroboskope besitzen meist keinen Synchronisier-Eingang, können jedoch zuweilen durch Signale oder grobe Einstellung der Folgefrequenz beeinflusst werden. Stroboskope für Messzwecke können mit elektrischen Signalen synchron ausgelöst werden und/oder erzeugen eine vorwählbare, exakte Folgefrequenz.
Stroboskopscheiben (Chopper) besitzen oft einen Synchronausgang, an dem bei jeder Umdrehung bei immer gleichem Winkel ein elektrisches Signal abgegeben wird.
Für die Justierung der Drehzahl eines Plattenspielers wird ein am Plattenteller angebrachtes Linienmuster mit einer Glimmlampe oder einer Leuchtdiode beleuchtet, die zum Beispiel ein synchron mit der sehr stabilen Netzfrequenz moduliertes Licht abgibt. Dadurch werden Abweichungen der Drehzahl als langsame Bewegung des Linienmusters wahrgenommen. So lässt sich am Plattenspieler ein Vor- oder Nachlaufen beobachten und durch Nachregulierung bis zum scheinbaren Stillstand des Linienmusters die korrekte Abspielgeschwindigkeit erreichen.
Bei manchen Menschen, auch solchen, die noch nie zuvor einen epileptischen Anfall hatten, können Stroboskopblitze und Ähnliches epileptische Attacken auslösen; siehe hierzu Photosensibilität (Neurologie).

## Aufbau
Lichtblitz-Stroboskope verwenden entweder Xenon-Blitzlampen oder Leuchtdioden als Lichtquelle. Blitzlampen besitzen eine begrenzte Lebensdauer von zum Beispiel 108 Blitzen, eine elektrische Blitzenergie um 1 Joule und Folgefrequenzen von selten über 1 kHz. Die Blitzdauer solcher professioneller Geräte der optischen Messtechnik beträgt zum Beispiel 6 Mikrosekunden.
Die Xenon-Blitzlampe wird an einem ständig nachgeladenen, die Blitzenergie bereitstellenden Kondensator von wenigen Mikrofarad / einige 100 Volt betrieben, die Triggerung erfolgt über das Zünden der Lampe mittels eines Hochspannungsimpulses (um 10 Kilovolt). Der Zündimpuls wird mit einer kleinen Zündspule und einem Thyristor erzeugt, der sich seinerseits aus einem kleinen Kondensator speist.
Stroboskope mit Leuchtdioden können wesentlich schnellere Blitzfolgen erzeugen – mit kürzerer Blitzdauer, jedoch nur wesentlich geringerer Blitzenergie.
Zur stroboskopischen Beleuchtung mit Infrarot für die Beobachtung mit CCD-Kameras können Laserdioden beziehungsweise Diodenlaser verwendet werden. Sie erzeugen hocheffizient (50 %) große Strahlungsleistungen (1 Kilowatt) bei Pulslängen bis herab zu 1 µs oder darunter.
Laserdioden und Leuchtdioden können bei kurzen Impulsen effizienter (höhere Lichtausbeute, höhere gemittelte Lichtstärke) betrieben werden als im kontinuierlichen Betrieb, erreichen aber nur mit sehr viel höheren Kosten vergleichbare Licht-Spitzenleistungen und Impulsenergien wie Xenon-Blitzlampen.
Für Hochgeschwindigkeitsaufnahmen werden als Stroboskop-Lichtquelle auch Impulslaser verwendet, die hohe Spitzenleistungen bei sehr kurzen Pulsen (Nanosekundenbereich) erzeugen können.

## Zeittafel
- ab 1600: Daumenkino – Abblätterbuch mit Einzelbildern
- ab 1671: Laterna magica – Zauberlaterne: frühes Gerät zur Bildprojektion
- ab 1825: Thaumatrop – Wunderscheibe mit zwei Fäden
- ab 1830: Phenakistiskop – Phantaskop, Wunderrad oder Lebensrad
- ab 1832: Stroboskop – Zauberscheiben: Blitzgerät
- ab 1834: Zoetrop – Wundertrommel mit Schlitzen
- ab 1861: Mutoskop – Stereoanimationsblätterer per Stroboskop
- ab 1877: Praxinoskop – Elektrischer Schnellseher mittels Spiegelanordnung
- ab 1879: Zoopraxiskop – Projektionsgerät für chronofotografisch erzeugte Reihenbilder
- ab 1880: Kaiserpanorama – populäres Massenmedium mit stereoskopischen Bilderserien
- ab 1886: Elektrotachyscop – Projektionsgerät für Reihenbilder
- ab 1891: Kinetoskop – erster Filmbetrachter